# Interzonenturnier Saltsjöbaden 1948
Das Interzonenturnier 1948 war das erste Interzonenturnier des Schachweltverbandes FIDE und fand vom 16. Juli bis 15. August 1948 im schwedischen Saltsjöbaden statt. Es diente dazu, die Teilnehmer für das Kandidatenturnier 1950 zu bestimmen und war somit eine Qualifikationsstufe zur Schachweltmeisterschaft 1951.

## Vorgeschichte
Die Organisierung des ersten Qualifikationszyklus zur Ermittlung des Herausforderers durch die FIDE war von zahlreichen Fehlschlägen begleitet: Beim 18. FIDE-Kongress in Den Haag 1947 wurde beschlossen, acht Zonenturniere in dem insgesamt auf acht Zonen verteilten Einflussbereich des Weltschachverbandes auszurichten, welche neben einigen von der FIDE benannten Spielern die Teilnehmer des  Interzonenturnier ermitteln sollten. Insgesamt konnten allerdings bloß vier Zonenturniere ausgetragen werden.
Die fünf auf diesem Weg ermittelten Spieler waren: Albéric O’Kelly de Galway, der Sieger des Zonenturniers von Hilversum 1947, Eero Böök, der Sieger des Zonenturniers von Helsinki (zugleich Skandinavische Meisterschaft) und der Zweitplatzierte Gösta Stoltz, Isaac Kashdan, der sich über die als Zonenturnier fungierende US-Meisterschaft 1946 in New York City qualifizierte, bei der er Zweiter nach Samuel Reshevsky (der vorqualifiziert war für das Kandidatenturnier 1950 und in das Interzonenturnier nicht eingreifen brauchte) wurde, und Daniel Abraham Yanofsky, der Sieger der Meisterschaft von Kanada 1947, die das vierte Zonenturnier darstellte.
Von den Qualifikanten sagten O’Kelly und Kashdan die Teilnahme ab. Die FIDE benannte als Ersatz für Kashdan Andor Lilienthal aus der Sowjetunion. Luděk Pachman nahm als Zweitplatzierter des Zonenturniers von Hilversum teil.
Absagen erhielt die FIDE auch von Erich Eliskases und Arnold Denker, die zuvor benannt wurden.

## Verlauf
David Bronstein aus der Sowjetunion gewann das Turnier und konnte nachfolgend auch das Budapester Kandidatenturnier (in einem Stichwettkampf gegen Isaak Boleslawski) für sich entscheiden. Außer dem Turniersieger qualifizierten sich ursprünglich die Spieler der Ränge zwei bis fünf. Durch zahlreiche Absagen zum Kandidatenturnier 1950 wurde der Kreis der Qualifikanten auf die nächsten Ränge ausgeweitet; kurz vor Beginn des Kandidatenturniers wurde Igor Bondarewski, der verhindert war, durch Salo Flohr ersetzt.
Es wurden für die ersten fünf Plätze Preisgelder in schwedischen Kronen in folgender Verteilung ausgeschüttet: I. 2.000,- II. 1.000,- III. 700,- IV. 500,- V. 300,-. Außerdem wurden vier Schönheitspreise in dieser Reihenfolge verliehen: der erste ging an Andor Lilienthal für seinen Sieg gegen Miguel Najdorf (5. Runde), der zweite an Petar Trifunović für seinen Sieg gegen Igor Bondarewski (4. Runde), der dritte an Isaak Boleslawski für seinen Sieg gegen Lajos Steiner (9. Runde) und der vierte an Wjatscheslaw Ragosin für seinen Sieg gegen Igor Bondarewski (1. Runde).
Die Organisation wurde allgemein gelobt. Saltsjöbaden (der Name bedeutet „Salzmeerbad“), ein Vorort Stockholms, wurde im Verlauf des zweiten von der FIDE durchgeführten WM-Zyklus auch Austragungsort des Interzonenturniers 1952.

## Abschlusstabelle
|     | Name                 | 1 | 2 | 3 | 4 | 5 | 6 | 7 | 8 | 9 | 10 | 11 | 12 | 13 | 14 | 15 | 16 | 17 | 18 | 19 | 20 | Gesamt |
| --- | -------------------- | - | - | - | - | - | - | - | - | - | -- | -- | -- | -- | -- | -- | -- | -- | -- | -- | -- | ------ |
| 1.  | David Bronstein      |   | 1 | ½ | 1 | ½ | ½ | ½ | ½ | ½ | ½  | 1  | ½  | ½  | 1  | ½  | 1  | ½  | 1  | 1  | 1  | 13,5   |
| 2.  | László Szabó         | 0 |   | ½ | ½ | 1 | ½ | 1 | ½ | ½ | 1  | ½  | 1  | 1  | 1  | ½  | 1  | ½  | ½  | 1  | 0  | 12,5   |
| 3.  | Isaak Boleslawski    | ½ | ½ |   | ½ | ½ | ½ | 0 | 1 | ½ | 1  | ½  | ½  | 1  | ½  | ½  | ½  | 1  | 1  | 1  | ½  | 12,0   |
| 4.  | Alexander Kotow      | 0 | ½ | ½ |   | ½ | ½ | ½ | ½ | ½ | ½  | 1  | ½  | ½  | ½  | ½  | 1  | 1  | 1  | 1  | ½  | 11,5   |
| 5.  | Andor Lilienthal     | ½ | 0 | ½ | ½ |   | 1 | 1 | ½ | ½ | ½  | 0  | ½  | ½  | ½  | 1  | ½  | 1  | ½  | ½  | 1  | 11,0   |
| 6.  | Igor Bondarewski     | ½ | ½ | ½ | ½ | 0 |   | ½ | ½ | 1 | 0  | ½  | 1  | ½  | 0  | ½  | ½  | 1  | ½  | 1  | 1  | 10,5   |
| 7.  | Miguel Najdorf       | ½ | 0 | 1 | ½ | 0 | ½ |   | ½ | ½ | 1  | 0  | 1  | ½  | 0  | ½  | 1  | ½  | ½  | 1  | 1  | 10,5   |
| 8.  | Gideon Ståhlberg     | ½ | ½ | 0 | ½ | ½ | ½ | ½ |   | ½ | 0  | ½  | 1  | 1  | ½  | ½  | ½  | ½  | 1  | ½  | 1  | 10,5   |
| 9.  | Salo Flohr           | ½ | ½ | ½ | ½ | ½ | 0 | ½ | ½ |   | ½  | ½  | ½  | ½  | ½  | ½  | ½  | 1  | ½  | 1  | 1  | 10,5   |
| 10. | Petar Trifunović     | ½ | 0 | 0 | ½ | ½ | 1 | 0 | 1 | ½ |    | ½  | ½  | 0  | 1  | ½  | ½  | 1  | ½  | 1  | ½  | 10,0   |
| 11. | Vasja Pirc           | 0 | ½ | ½ | 0 | 1 | ½ | 1 | ½ | ½ | ½  |    | ½  | ½  | 0  | 1  | 0  | ½  | 1  | ½  | ½  | 9,5    |
| 12. | Svetozar Gligorić    | ½ | 0 | ½ | ½ | ½ | 0 | 0 | 0 | ½ | ½  | ½  |    | 1  | ½  | 1  | 1  | 1  | ½  | 0  | 1  | 9,5    |
| 13. | Eero Böök            | ½ | 0 | 0 | ½ | ½ | ½ | ½ | 0 | ½ | 1  | ½  | 0  |    | ½  | ½  | ½  | ½  | 1  | 1  | 1  | 9,5    |
| 14. | Wjatscheslaw Ragosin | 0 | 0 | ½ | ½ | ½ | 1 | 1 | ½ | ½ | 0  | 1  | ½  | ½  |    | 0  | 0  | ½  | 0  | ½  | 1  | 8,5    |
| 15. | Daniel Yanofsky      | ½ | ½ | ½ | ½ | 0 | ½ | ½ | ½ | ½ | ½  | 0  | 0  | ½  | 1  |    | 0  | ½  | ½  | ½  | 1  | 8,5    |
| 16. | Savielly Tartakower  | 0 | 0 | ½ | 0 | ½ | ½ | 0 | ½ | ½ | ½  | 1  | 0  | ½  | 1  | 1  |    | 0  | ½  | ½  | ½  | 8,0    |
| 17. | Luděk Pachman        | ½ | ½ | 0 | 0 | 0 | 0 | ½ | ½ | 0 | 0  | ½  | 0  | ½  | ½  | ½  | 1  |    | 1  | ½  | 1  | 7,5    |
| 18. | Gösta Stoltz         | 0 | ½ | 0 | 0 | ½ | ½ | ½ | 0 | ½ | ½  | 0  | ½  | 0  | 1  | ½  | ½  | 0  |    | ½  | ½  | 6,5    |
| 19. | Lajos Steiner        | 0 | 0 | 0 | 0 | ½ | 0 | 0 | ½ | 0 | 0  | ½  | 1  | 0  | ½  | ½  | ½  | ½  | ½  |    | ½  | 5,5    |
| 20. | Erik Lundin          | 0 | 1 | ½ | ½ | 0 | 0 | 0 | 0 | 0 | ½  | ½  | 0  | 0  | 0  | 0  | ½  | 0  | ½  | ½  |    | 4,5    |